# Jan od Krzyża

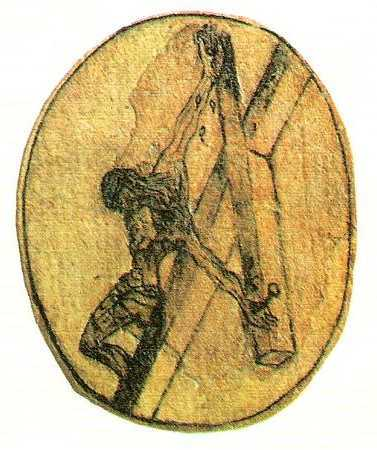
Szkic ukrzyżowanego Chrystusa autorstwa Jana od Krzyża

Jan od Krzyża, hiszp. San Juan de la Cruz, właśc. Juan de Yepes y Alvarez (ur. w 1542 w Fontiveros, zm. 14 grudnia 1591 w Úbedzie) – hiszpański poeta, ważna postać kontrreformacji, mistyk, karmelita i prezbiter, święty Kościoła katolickiego, anglikańskiego, czczony przez Kościół Ewangelicko-Luterański w Ameryce, odnowiciel i doktor Kościoła.
Święty Jan od Krzyża był reformatorem zakonu karmelitów. Jest uważany, wraz z Teresą z Ávili, za założyciela karmelitów bosych. Jest również znany ze swych dzieł literackich. Zarówno jego poezja, jak i rozważania nad wzrostem duszy są uważane za szczyt dzieł mistycznych i zaliczane do najwybitniejszych osiągnięć hiszpańskiej literatury.

## Życiorys

### Młodość i edukacja
Juan de Yepes y Alvarez urodził się 24 czerwca albo 27 grudnia 1542 roku w Fontiveros. Data dzienna urodzin nie jest dokładnie znana, gdyż metryki parafialne spłonęły w pożarze. Na czerwiec bądź grudzień wskazuje ówczesny zwyczaj nadawania imienia patrona dnia (24 czerwca to wspomnienie Jana Chrzciciela, a 27 grudnia – Jana Ewangelisty). Rodzicami Juana byli Gonzalo de Yepes i Catalina Alvarez. Jan miał dwóch starszych braci: Franciszka i Ludwika. Jego rodzice zajmowali się tkactwem, przez co byli ubodzy. Gdy Jan miał kilka lat, Gonzalo zmarł z powodu długotrwałej choroby, a Catalina postanowiła zabrać synów do braci zmarłego męża. Ponieważ Gonzalo, poprzez ślub z Cataliną został wydziedziczony, jego krewni nie chcieli kontaktować się z wdową. W Gálvez spotkała jednego z braci Gonzala – Juana, który przysposobił najstarszego z synów, Franciszka. Po krótkim pobycie, okazało się że chłopiec był zmuszany do ciężkiej fizycznej pracy, więc Catalina zabrała go z powrotem do Fontiveros. Wkrótce potem, z powodu niedożywienia, zmarł starszy brat Jana – Ludwik. Następnie rodzina przeniosła się do Arévalo, a około 1550/1551 roku do Medina del Campo. Naukę czytania i pisania rozpoczął w miejscowej szkole Colegio de la Doctrina. Wkrótce potem zaczął pracować jako pielęgniarz w szpitalu Matki Bożej Niepokalanej.
W czasie pracy poznał jezuitę, Jana Bonifacego, który zaproponował mu dalszą edukację z zakresu gramatyki, retoryki i metafizyki. W okresie 1559–1563 łączył pracę pielęgniarza i naukę w szkole, zajmował się także żebraniem na targu, w celu zapewnienia funduszy dla szpitala. Następnie otrzymał propozycję zostania kapelanem szpitalnym, jednak po długich namysłach ją odrzucił. Wstąpił do zakonu karmelitów, gdzie natychmiast rozpoczął nowicjat. Po 21 maja 1564 roku złożył śluby zakonne i przyjął imię Jan od św. Macieja. Pod koniec roku wyjechał do Salamanki, gdzie podjął naukę na tamtejszym uniwersytecie. Studiował sztuki wyzwolone i teologię, a w 1567 roku przyjął święcenia kapłańskie.

### Kapłaństwo i współpraca z Teresą z Ávili
Aby odprawić mszę prymicyjną udał się do Medina del Campo i podczas podróży rozważał wstąpienie do kartuzów, gdyż reguła karmelitów była dla niego zbyt łagodna. Jesienią 1567 roku spotkał się z karmelitanką Teresą z Ávili. Planowała ona odnowić zakon i powrócić do pierwotnej reguły, która przez lata była łagodzona. Po spotkaniu Jan powrócił do Salamanki by ukończyć studia teologiczne. Po ukończonych studiach udał się wraz z la Madre i kilkoma innymi zakonnicami oraz jednym byłym kapelanem do Valladolid, a następnie do Duruelo, by otworzyć tam nowy klasztor. Po przybyciu na miejsce Jan i drugi brat wzięli się za odbudowę zrujnowanej stodoły, która miała służyć za nową siedzibę. 27 listopada 1568 roku prowincjał karmelitański Antoni Gonzalez poświęcił klasztor i przyjął nowe profesje wieczyste od braci Jana, Antoniego i Józefa. Bracia przyjęli także nowe imiona, na znak przynależności do nowego zakonu karmelitów bosych: Jan od św. Macieja nazwał się Janem od Krzyża, a Antoni Hereida – Antonim od Jezusa. Ten ostatni został przełożonym, a Jan – mistrzem nowicjatu. Praktykowali tam długie posty (od Podwyższenia Krzyża Świętego do Wielkanocy), milczenia i kontemplację. Wkrótce potem w klasztorze zamieszkała także matka, brat i bratowa Jana. Jan głosił również kazania w okolicach, gdzie wędrował ze swym bratem Franciszkiem.
W 1559 roku otwarto dwa nowe konwenty: w Mancera de Abajo i w Pastranie. Jan najpierw przeniósł całą wspólnotę z Duruelo do Mancery, a rok później udał się do Pastrany, wraz z bratem Piotrem od Aniołów, by otworzyć tam nowicjat. Po miesiącu pracy, przygotował brata Gabriela od Wniebowzięcia do roli mistrza formacji, a sam wrócił do Mancery. W 1571 roku został wysłany do kolegium św. Cyryla w Alcalá de Henares, gdzie miał zostać rektorem. Rok później był zmuszony do powrotu do Pastrany, gdzie brat Anioł od Świętego Gabriela wprowadził zbyt restrykcyjne metody szkolenia nowicjuszy, czym zraził do wspólnoty kandydatów i miejscową społeczność.
W 1572 roku Jan został spowiednikiem sióstr w klasztorze Wcielenia w Ávili, na prośbę Teresy. Dołączył do niego także inny karmelita bosy, brat German od św. Macieja. Nominacje te nie spodobały się karmelitom trzewiczkowym, którzy wcześniej sprawowali duchową opiekę nad siostrami. Wiosną 1574 roku Jan, wraz z Teresą i bratem Julianem z Ávili udali się do Segowii, gdzie mieli zamiar założyć nowy konwent.

### Rozłam w zakonie i uwięzienie
W połowie lat 70. na prośbę króla Filipa II, Stolica Piotrowa delegowała wizytatorów apostolskich Piotra Fernandeza i Franciszka de Vargasa, do zbadania sytuacji karmelitów i przygotowywanej reformy. W 1576 roku odbyła się kapituła generalna karmelitów bosych, gdzie dyskutowano nad relacjami z karmelitami trzewiczkowymi. Sytuacja była tak napięta, że na początku następnego roku przeor z Ávili nakazał aresztować Jana od Krzyża i osadzić go w Medina del Campo. Wywołało to złość okoliczych mieszkańców, którzy odwołali się od tej decyzji do legata papieskiego Nicola Ormanety. Biskup nakazał uwolnić Jana, a także zakazał braciom trzewiczkowym służyć w klasztorze Wcielenia. W czerwcu 1577 roku Ormaneto zmarł, a nowym legatem został Filippo Sega, nieprzychylny reformie.
2 grudnia 1577 roku Jan od Krzyża i German od św. Macieja zostali pojmani przez zakonników trzewiczkowych, na polecenie wikariusza Hieronima Tostady. Następnego dnia Jan uciekł by zniszczyć dokumenty w swojej chacie, lecz został ponownie ujęty i przewieziony do Toledo. Umieszczono go w małej i zimnej celi, bez okien, łóżka i z wiadrem, które miało służyć za toaletę. Racje żywnościowe, które otrzymywał składały się z resztek ze stołu braci trzewiczkowych. Raz w tygodniu, w piątek był oskarżany przez przeora o nieposłuszeństwo i biczowany. Z czasem zachorował na dyzenterię. Wiosną 1578 roku przydzielono mu nowego strażnika – Jana od Najświętszej Maryi Panny, który traktował go znacznie lepiej: przyniósł mu nowe odzienie, pozwalał na krótki spacer poza celą, a także dostarczył mu papier i pióro. Ułożył wtedy jedno ze swoich dzieł: Pieśń duchową.
W nocy z 14 na 15 sierpnia 1578 roku postanowił uciec z więzienia. Udało mu się wyłamać obluzowany zamek w drzwiach, udał się na balkon, a następnie opuścił się na mur, dzięki linie zrobionej z koców ze swojej celi. Nad ranem udało mu się dotrzeć do konwentu karmelitanek w Toledo. Tam, przełożona Anna od Aniołów skontaktowała się z zarządcą szpitala Piotrem Gonzalezem de Mendozą, który zabrał Jana do siebie.

### Karmelici bosi
9 października 1578 roku w Almodóvar del Campo odbyła się kapituła karmelitów bosych, na której wybrano prowincjała, a Jana mianowano przełożonym klasztoru w El Calvario w Andaluzji. Po drodze zatrzymał się u sióstr w Beas, gdzie zaprzyjaźnił się z przełożoną Anną od Jezusa. Gdy dotarł do El Calvario zamieszkał z braćmi, gdzie ściśle przestrzegano surowszej   reguły. Rok później został wyznaczony by otworzyć kolegium karmelitów bosych w Baezie. Kolegium św. Bazylego otwarto 13 czerwca, a Jan został jego rektorem. 22 czerwca 1580 roku Grzegorz XIII wydał brewe, w którym rozdzielił karmelitów bosych od trzewiczkowych, a wykonawcą tej decyzji miał zostać dominikanin Juan Velázquez de las Cuevas. 3 marca następnego roku odbyła się pierwsza legalna kapituła, na której Jan od Krzyża został wybrany definitorem, a prowincjałem został Hieronim Gracjan.
W 1581 roku udał się do Ávili, by przekonać Teresę by założyła nowy konwent w Grenadzie. Jednak la Madre poleciła, by to Jan z kilkoma siostrami i przełożoną Anną od Jezusa podjęli się tej misji. Na przełomie 1581 i 1582 roku wystąpili o pozwolenie i udali się do Grenady. Gdy dotarli na miejsce okazało się, że dom w którym chcieli założyć klasztor nie jest już dostępny, a biskup nadal nie wyraził zgody. Pomoc w organizacji okazała pewna bogata kobieta, a Jan tymczasowo zatrzymał się w klasztorze Los Martines. Bracia wybrali Jana nowym przeorem klasztoru, gdzie pozostał na kolejne sześć lat. W 1583 roku wziął udział w drugiej kapitule w Almodóvar del Campo, a rok później spisał ułożoną przed laty Pieśń duchową i Żywy płomień miłości. W kolejnym roku w Lizbonie odbyła się kapituła generalna, gdzie Jan został drugim definitorem zakonu oraz wikariuszem prowincjalnym. W latach 1585–1588 dużo podróżował i zakładał nowe konwenty, między innymi w Kordobie, Sewilli, Éciji, Guadalcázar, Madrycie, Manchueli, Grenadzie, Caravace, Beas czy Bujalance.

### Ostatnie lata
19 czerwca 1588 roku w Madrycie odbyła się kolejna kapituła generalna, gdzie Jan został wybrany pierwszym definitorem i przeorem w Segowii. W sierpniu przybył do miasta i wraz z robotnikami rozpoczął budowę klasztoru. Często zapraszał swojego brata Franciszka do siebie w odwiedziny. W 1590 roku popadł w konflikt z prowincjałem Dorią, który uważał że karmelitanki bose powinny być zarządzane przez konsultę, a nie przez jedną osobę. Na kapitule generalnej 1 czerwca 1591 roku Jan został pozbawiony stanowiska przeora i nie został wybrany do konsulty. Wkrótce potem wysłano go do La Peñueli, gdzie wkrótce potem przybył wizytator generalny Diego Ewangelista, który chciał zdyskredytować Jana i wcześniejszego prowincjała Hieronima Gracjana.
We wrześniu 1591 roku Jan poważnie zachorował i udał się do Úbedy na leczenie. Niedługo potem jego stan znacznie się pogorszył i okazało się że choruje na różę. Wezwany lekarz, Ambrosia de Villareal chirurgicznie usunął zainfekowane tkanki i wrzody. Przeor klasztoru, Franciszek Chryzostom nie lubił Jana, więc uprzykrzał mu okres leczenia, z czasem odmawiając mu dostarczania leków i zmniejszając racje żywnościowe. Gdy wieść ta dotarła do prowincjała Antoniego od Jezusa, ten natychmiast przybył do Ubedy, surowo upomniał przeora i cofnął jego zakazy. W piątek 13 grudnia 1591 roku przyjął sakrament namaszczenia chorych, a następnego dnia zmarł.

## Twórczość
Jest uważany za jednego z najwybitniejszych hiszpańskich poetów. Choć cały jego dorobek literacki to nie więcej jak 2500 wersów, dwa z jego dzieł „Pieśń duchowa” i „Noc ciemna” są uważane powszechnie za arcydzieła poezji hiszpańskiej, zarówno ze względów formalnych, jak i bogatej symboliki i treści. Jego prace teologiczne zawierają komentarze do tych poematów. Wszystkie były napisane pomiędzy 1578 a 1591, z czego wynika ich spójność.
Na twórczość literacką Jana od Krzyża mieli wpływ Luis de León i Garcilaso de la Vega. Współcześnie jest ona uważana za najwybitniejszy przejaw poezji mistycznej tamtego okresu, mając znaczący wpływ na kształt literatury hiszpańskiej, a także − przenikając do poezji światowego baroku. Pełna egzaltacji poetycka metafora powrotu duszy do Boga zyskała u Jana od Krzyża formę liryki miłosnej. Autor często używa frazy niespokojnej, przepojonej zmysłowością, cechującej większość literackich dokonań rodzącej się dopiero epoki. Niektóre wiersze zaskakują śmiałym połączeniem sielankowego tła i „dworskiej” formy z ascetyczną treścią, jak na przykład w przypadku utworu przedstawiającego nieszczęśliwie zakochanego pasterza jako artystyczny obraz zdradzonego i ukrzyżowanego Chrystusa.
Biblia jest głównym punktem odniesienia w tekstach Jana od Krzyża. Ogółem jego teksty zawierają 1583 bezpośrednich i 115 pośrednich cytatów biblijnych. Niezależnie od podejmowanych wątków, najczęstszym źródłem odniesień hiszpańskiego duchownego jest Pieśń nad pieśniami zarówno w strukturze poematu, w dialogu pomiędzy kochankami, przeszkodach we wzajemnym odnalezieniu się i komentującym chórze, jak również w użyciu podobnej symboliki, np. granatów, piwnic winnych, turkawki i lilii. Dialog Oblubienicy z Oblubieńcem jednoznacznie tłumaczony jest tu jako symbol mistycznego zjednoczenia człowieka z Bogiem oraz Jego miłosnej mowy do udręczonej duszy. Inną ważną inspirację stanowi Księga Izajasza, w której ogień i rozżarzony węgiel oczyszcza usta proroka. W poezji Jana od Krzyża ogień rozumiany jest właśnie jako siła oczyszczająca, męka niezmiennie cechująca Boską miłość. Nawiązania do liturgii godzin pokazują, jak głęboko Jan żył językiem i rytuałem Kościoła.
Żeby określić co ukształtowało jego wyjątkową w swoim rodzaju teologię, wielu badaczy analizowało przebieg edukacji Jana od pobytu w Salamance, pomiędzy 1563 a 1567, kiedy to mieszkał w seminarium San Andrés i studiował na Uniwersytecie w Salamance. Były to dwa miejsca, w których się uczył. W seminarium mógł poznać prace Michała z Bolonii i Johna Baconthorpe’a, na którym koncentrowali się hiszpańscy karmelici (chociaż to czy miał czas uczęszczać do seminarium jest dyskutowane). Natomiast na uniwersytecie wykładano filozofię Wilhelma Duranda, Dunsa Szkota i Tomasza z Akwinu, który wywarł decydujący wpływ na jego sposób myślenia. Choć w 1568 przerwał studia, by dołączyć do Teresy, więc nie jest pewne, w jakim stopniu przeszedł tok edukacji. W pierwszej biografii napisanej w 1628 zawarta jest informacja pochodząca od jego kolegów, iż w 1567 zajmował się autorami mistycznymi takimi jak Grzegorz I i Pseudo-Dionizy Areopagita, ale też nie jest to pewna informacja. Podsumowując – na temat jego edukacji wiemy niewiele pewnego, są to raczej przypuszczenie. Bezsporny jest wpływ pseudo-Dionizego, ale nie wiadomo czy jest bezpośredni, bo jak się wydaje szesnastowieczna tradycja mistyczna (do której zalicza się zarówno Jan od Krzyża, jak i Teresa z Ávili) korzysta z tego nurtu za pośrednictwem Francisco de Osuna i Bernardino de Laredo. Przed szesnastym wiekiem mistycyzm w Hiszpanii należy do rzadkości.
Na twórczość Jana wpłynęła również ówczesna literatura świecka. Przekształcał niereligijne, świeckie wątki zaczerpnięte z popularnych pieśni (romanceros) w poezję religijną. Wskazuje się na wpływ renesansowych poetów hiszpańskich takich jak Garcilaso de la Vega i Juan Boscán Almogaver. Jan korzysta z ich techniki poetyckiej i obok rozmaitych obrazów biblijnych używa wielu elementów renesansowej literatury pastoralnej takich jak syreny, słowiki, nimfy, gołębie i pasterze. Ponadto w Prologu do „Żywego płomienia” pisze wprost, że „kompozycja tego wiersza jest jak u Boscána, tylko że dodaniem religijnego znaczenia”.
Jego poematy razem z Dichos de Luz y Amor i pismami św. Teresy to najważniejsze dzieła hiszpańskiej poezji mistycznej. Miały wielki wpływ na literaturę światową. Wśród tych, którzy zostali przez dzieła Jana od Krzyża zainspirowani, należą Thomas Stearns Eliot, Teresa z Lisieux, Edyta Stein, Thomas Merton. Jan także inspirował filozofów (Jacques Maritain), teologów (Hans Urs von Balthasar), pacyfistów (Dorothy Day, Daniel Berrigan, Philip Berrigan) i malarzy (Salvador Dalí). Przedmiotem rozprawy doktorskiej późniejszego papieża Jana Pawła II była doktryna wiary św. Jana.
Najważniejsze przesłanie nauki św. Jana od Krzyża mówi, że jak najściślejsze zjednoczenie duszy z Bogiem dokonuje się przez wiarę, nadzieję i miłość.
Karmelitanka Edyta Stein napisała o książkach Jana od Krzyża, że „nie jest to teoria, spekulacja ani żadna konstrukcja ideologiczna. Jest to wiedza, tylko innego rodzaju, wiedza duchowa, oświetlająca człowieka niezależnie od poznania umysłowego”.

### Dzieła
- Pieśń duchowa (Cántico espiritual) – ma formę eklogi, w której panna młoda (reprezentująca duszę) szuka pana młodego (reprezentującego Chrystusa) i cierpi z powodu jego utraty; oboje radują się, gdy odnajdują się ponownie. Pieśń duchową może być uważana za hiszpańską trawestację biblijnej „Pieśni nad pieśniami” dokonaną w czasach kiedy tłumaczenie Biblii było zakazane. Pierwszych 31 strof zostało skomponowanych podczas uwięzienia w Toledo w 1578. Strofy te były czytane przez mniszki w Beas. One też przepisywały je. Przez kolejne lata Jan dodawał następne strofy. Obecnie istnieją dwie wersje, jedna składa się z 39 strof, druga z 40. Istnieją pomiędzy nimi różnice w treści. Pierwsza redakcja komentarzy została dokonana w 1584 na prośbę Any de Jesus, kiedy została przeoryszą karmelitanek bosych w Granadzie. Druga bardziej szczegółowa redakcja została dokonana w latach 1585-6.
- Noc ciemna (Oscura noche del alma) – jest opowieścią o podróży duszy z jej cielesnego domu do zjednoczenia z Bogiem. Ma to miejsce w nocy, która symbolizuje trudności napotykane w oddzieleniu od świata i dotarcia do światła zjednoczenia ze stwórcą. Na tej drodze jest szereg etapów, które są opisywane w kolejnych strofach. Główną ideą poematu jest bolesne doświadczenie, które ludzie muszą przechodzić w procesie dojrzewania duchowego. Poemat został napisany w latach 1578-79, a w latach 1584-85 Jan napisał komentarz do dwóch pierwszych strof.
- Droga na Górę Karmel (Subida del monte Carmelo) – jest systematycznym studium ascetycznej wyprawy duszy szukającej doskonałej jedności, Boga i mistycznych doświadczeń, które mają miejsce na tej drodze. Choć zaczyna się jako komentarz do „Nocy ciemnej” szybko porzuca ten temat - po omówieniu dwóch pierwszych wersów zamienia się w traktat. Została napisana pomiędzy 1581 a 1585.
- Żywy płomień miłości (Llama de amor viva) – składający się zaledwie z czterech wersów opisuje z dużą zażyłością reakcję duszy na miłość Boga. Pierwsza wersja została napisana w Granadzie w latach 1585-86 w ciągu dwóch tygodni. Druga prawie identyczna z 1591 pochodzi z La Penuela.

Jego dzieła zostały po raz pierwszy opublikowane w roku 1618.

## Kult
Rano, kiedy wiadomość o śmierci Jana dotarła do miasta i ludzie zaczęli się gromadzić w klasztorze, żeby zobaczyć jego ciało. W powstałym zamieszaniu żądny relikwii tłum podarł jego habit. Pierwotnie został pochowany w Úbedzie, ale na polecenie z klasztoru w Segowii jego ciało potajemnie zostało tam przeniesione w 1593. Niezadowoleni z tego mieszkańcy Úbedy wystosowali petycję do papieża, domagając się powrotu ciała na pierwotne miejsce pochówku. Pod wrażeniem tej petycji papież Klemens VIII 15 października 1596 nakazał zwrot ciała. Ostatecznie w wyniku kompromisu władze zakonu zadecydowały, że klasztor w Úbedzie otrzyma nogę i rękę (jedną nogę już mieli, a druga ręka została już wcześniej w 1593 oddzielona od ciała i jako relikwia wywieziona do Madrytu). Ręka i noga Jana pozostają widoczne w relikwiarzu w Oratorium Św. Jana w Úbedzie, klasztorze, który wprawdzie został zbudowany dopiero w 1627, ale przylegał do oryginalnego klasztoru karmelitów bosych założonego w 1587. Głowa i korpus pozostały w klasztorze w Segowii i były tam przedmiotem kultu aż do 1647, kiedy to zostały pogrzebane na polecenie z Rzymu, żeby uniknąć kultu niemającego oficjalnej aprobaty. W latach 30. XX w. zostały wydobyte i obecnie znajdują się w kaplicy bocznej w marmurowym sarkofagu w specjalnie w tym celu zbudowanym ołtarzu.
Proces beatyfikacji zaczął się w latach 1614-16 od zbierania informacji o jego życiu. W 1675 został beatyfikowany przez papieża Klemensa X, a kanonizowany przez Benedykta XIII w 1726. Jego święto zostało dodane do Kalendarza Rzymskiego w 1738 i wyznaczone na 24 listopada, ponieważ data jego śmierci wypadała na wówczas obchodzoną oktawę święta Niepokalanego Poczęcia. W 1955 ta przeszkoda została usunięta i 1 1969 papież Paweł VI przeniósł je na dies natalis świętego – 14 grudnia. Kościół Anglii upamiętnia go jako Nauczyciela Wiary w tym samym dniu. W 1926 został uznany za Doktora Kościoła przez papieża Piusa XI.
Wspomnienie liturgiczne w Kościołach: anglikańskim, ewangelickim i katolickim obchodzone jest w dzienną rocznicę śmierci (14 grudnia). Uroczystości u karmelitów odbywają się 15 grudnia.
W ikonografii przedstawiany jest w habicie karmelitańskim.